# کلیسای هاکوپ مقدس، استپاناکرت
کلیسای هاکوپ مقدس (ارمنی: Սուրբ Հակոբ եկեղեցի) یک کلیسا متعلق به کلیسای حواری ارمنی واقع در شهر استپاناکرت، پایتخت جمهوری آرتساخ می‌باشد. ساخت و ساز این ساختمان در سال ۲۰۰۷ میلادی؛ به پایان رسید. این بنا به سبک معماری ارمنی طراحی شده‌است.